# 松原站 (長崎縣)
松原站（日语：／ Matsubara eki */?）是位於長崎縣大村市松原本町198番，九州旅客鐵道（JR九州）的大村線車站。

## 車站構造

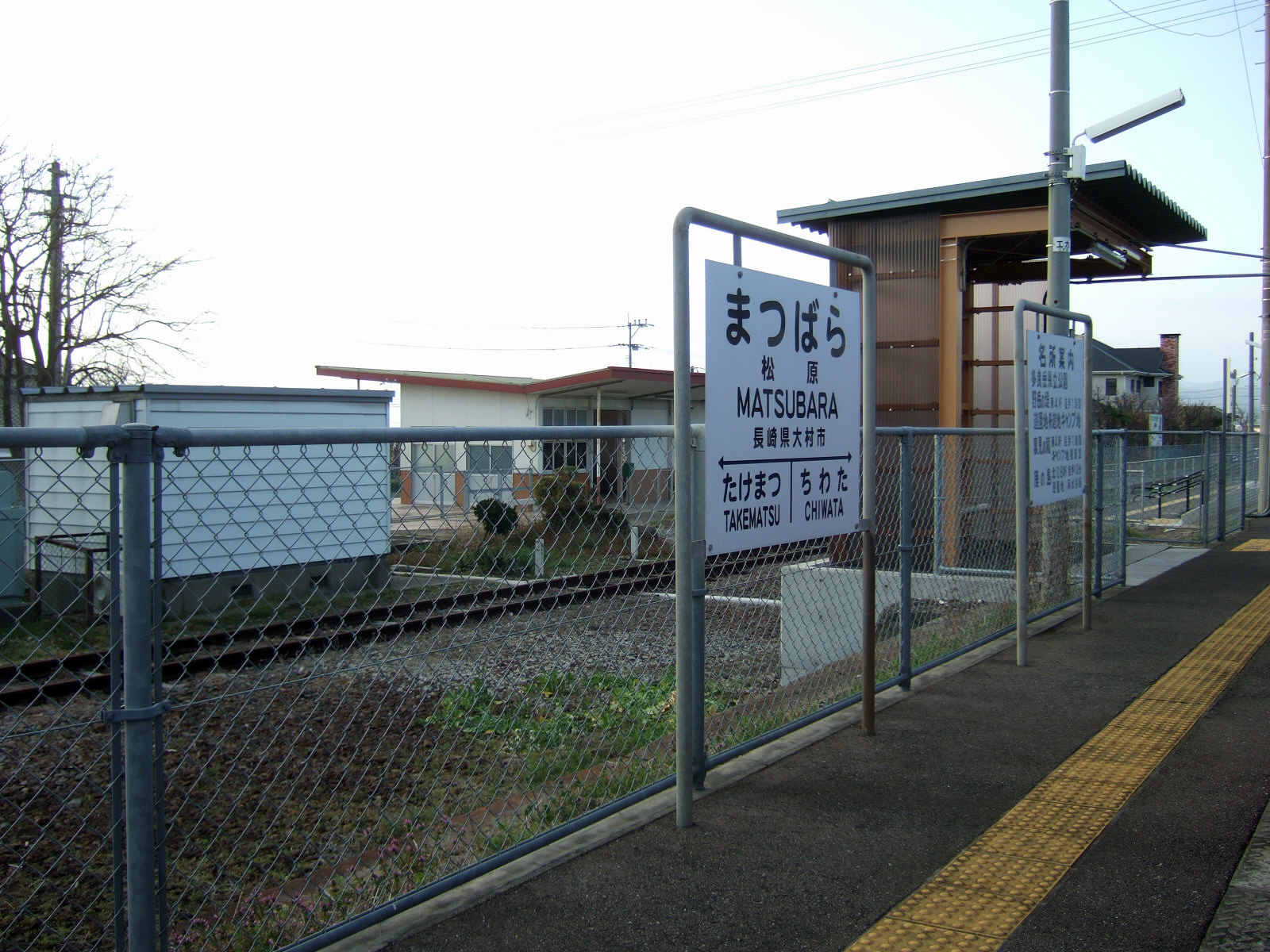
早岐方向月台（2008年3月）

車站是一座地面車站，設有2面2線的相對式月台。兩月台上設有站內平交道連接。車站大樓與月台之間有一段距離。此站曾經設有前往前大村火力發電站的引込線，當時運送了煤炭至該處，因此車站範圍較大。而引込線路軌遺址只連接諫早方向路軌。
此站曾經設有跨線橋連接上下行月台。此站是無人車站，設有自動售票機。

### 月台
| 月台 | 路線    | 上下行 | 方向       |
| ---- | ------- | ------ | ---------- |
| 1    | ■大村線 | 上行   | 佐世保方向 |
| 2    | ■大村線 | 下行   | 長崎方向   |

## 歷史
- 1898年1月20日：九州鐵道大村至早岐之間開通，此站啟用。
- 1907年7月1日：九州鐵道（第一代）被國有化，成為帝國鐵道廳車站[1][2]。
- 1987年4月1日：伴隨國鐵分割民營化，車站由九州旅客鐵道（JR九州）營運[3]。

## 使用狀況
在2010年度，1日平均乘車人次為81人。2018年起，由於平均每日乘車人數未能達至全九州首300位，因此並未有公佈實際的使用人數，又由於未達至100人或以上的水平，所以連表列於排行榜後的附表也久奉。
| 乘車人次變化 | 乘車人次變化 |
| 年度         | 1日平均人次  |
| ------------ | ------------ |
| 2000         | 110          |
| 2001         | 109          |
| 2002         | 106          |
| 2003         | 101          |
| 2004         | 107          |
| 2005         | 111          |
| 2006         | 105          |
| 2007         |              |
| 2008         |              |
| 2009         |              |
| 2010         | 81           |
|              |              |
| 2018起       | <100         |

## 相鄰車站
九州旅客鐵道（JR九州）
■大村線
■快速「Sea Side Liner」
通過
■區間快速「Sea Side Liner」、■普通
千綿－松原－大村車輛基地

## 外部連結
- JR九州松原站 （页面存档备份，存于）（日語）